# Skönsmons församling
Skönsmons församling var en församling inom Svenska kyrkan i Medelpads kontrakt av Härnösands stift, Sundsvalls kommun. Församlingen uppgick 2015 i Sundsvalls församling.

## Administrativ historik
Enligt beslut den 22 juni 1883 skulle Skönsmon utbrytas ur Sköns församling. Den nya kapellförsamlingen skulle ha egen kyrkostämma, kyrkoråd och skolråd och utbrytningen skulle träda i kraft då kyrka blivit byggd. Den 6 oktober 1889 invigdes Skönsmons kyrka. Enligt beslut den 11 december 1891 upphävdes utbrytningen. Den 26 april 1905 beslutades det dock att Skönsmon skulle återfå sin rätt som kapellförsamling.
Församlingen var i den första perioden annexförsamling (som kapellförsamling) i pastoratet Skön, Alnö, Timrå och Skönsmon. Efter den andra utbrytningen 1905 till 1948 var församlingen annexförsamling (som kapellförsamling) i pastoratet Skön och Skönsmon. Från 1948 annexförsamling i pastoratet Sundsvall (namnändrad 1955 till Sundsvalls Gustav Adolf) och Skönsmon. Församlingen uppgick 2015 i Sundsvalls församling.

## Kyrkor

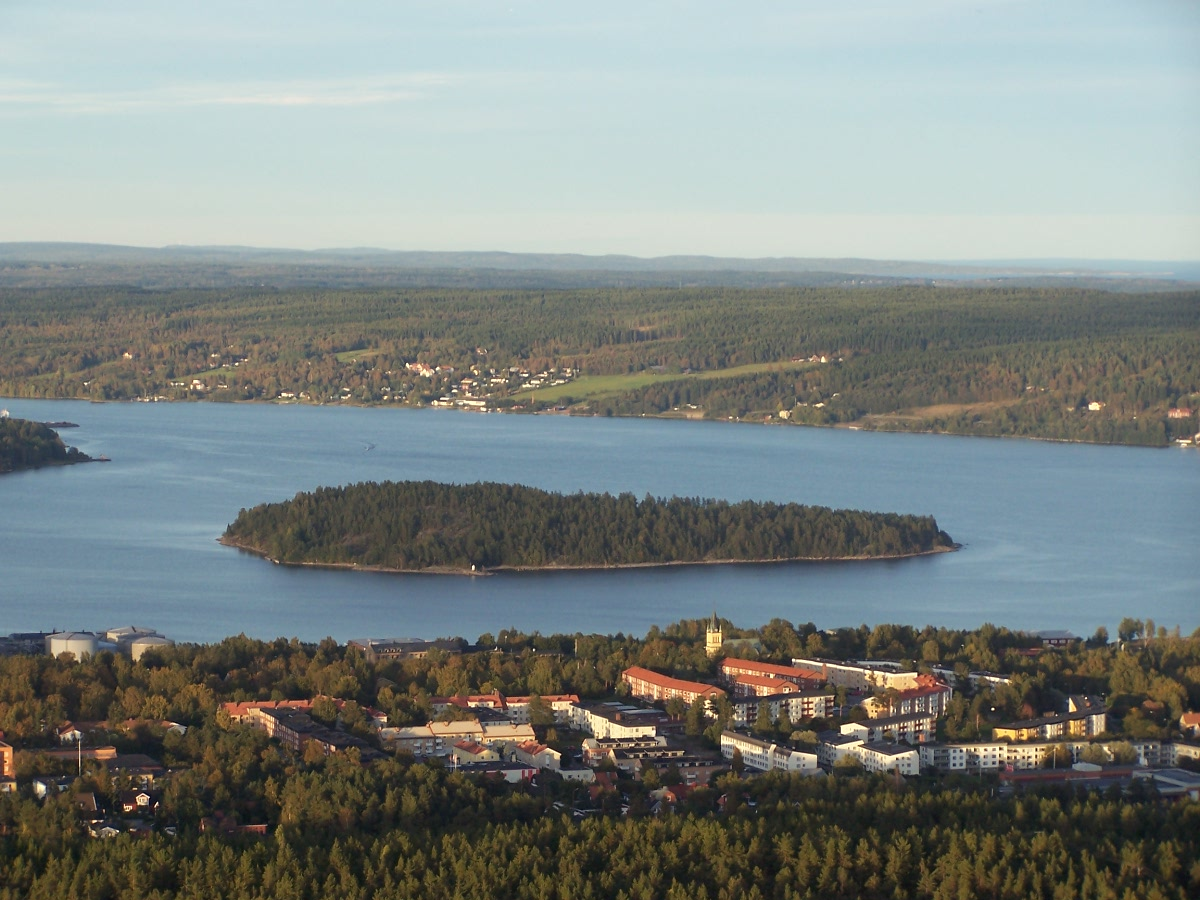
Skönsmon och Tjuvholmen

- Skönsmons kyrka

## Geografi
Församlingen omfattade i huvudsak sydöstra delen av tätorten Sundsvall, stadsdelarna Kubikenborg, Skönsmon och Östermalm. Även Fläsian och ön Tjuvholmen ligger inom Skönsmons församling. 
Europaväg 4 samt Ostkustbanan passerar genom området.
Område har i sydväst bergig skogsterräng på Södra stadsbergets östsluttning. I öster ligger Sundsvallsfjärden.
Församlingsutbredningen var i stort sett "kvadratisk" på kartan med varje sida omkring 3 kilometer lång. I väster gränsade församlingen mot Sundsvalls Gustav Adolfs församling. I norr ligger Sköns socken, i öster Alnö socken och i söder ligger Njurunda socken.

## Befolkningsutveckling
| Befolkningsutvecklingen i Skönsmons församling 1910–1940      | Befolkningsutvecklingen i Skönsmons församling 1910–1940 | Befolkningsutvecklingen i Skönsmons församling 1910–1940 | Befolkningsutvecklingen i Skönsmons församling 1910–1940 | Befolkningsutvecklingen i Skönsmons församling 1910–1940 |
| ------------------------------------------------------------- | -------------------------------------------------------- | -------------------------------------------------------- | -------------------------------------------------------- | -------------------------------------------------------- |
|                                                               |                                                          |                                                          |                                                          |                                                          |
| År                                                            |                                                          |                                                          | Folkmängd                                                |                                                          |
| 1910                                                          | 1910                                                     |                                                          | 3 157                                                    |                                                          |
| 1920                                                          | 1920                                                     |                                                          | 3 021                                                    |                                                          |
| 1930                                                          | 1930                                                     |                                                          | 3 830                                                    |                                                          |
| 1940                                                          | 1940                                                     |                                                          | 3 214                                                    |                                                          |
| Anm: Källor: Demografiska databasen, CEDAR, Umeå universitet. |                                                          |                                                          |                                                          |                                                          |